# Tachina victoria
Tachina victoria är en tvåvingeart som först beskrevs av Townsend 1897.  Tachina victoria ingår i släktet Tachina och familjen parasitflugor.
Artens utbredningsområde är New Mexico. Inga underarter finns listade i Catalogue of Life.